# Украинская деревня (Чикаго)
Украинская деревня (англ. Ukrainian Village, укр. Українське село) — район Чикаго недалеко от бизнес-центра города-даунтауна, с его небоскрёбами, парками и озером Мичиган. Начал заселяться украинцами ещё в конце XIX века.
Благодаря европейским корням, район представляет собой характер европейской общины. Маленькие бунгало, так же, как двух или трёхэтажные квартиры—преобладающие архитектурные стили в украинском районе.
В Украинской деревне живёт около 125 тыс. людей, говорящих и на украинском, и на русском языках, очень многие говорят преимущественно на украинском языке. В 2019 году в Чикаго проживало 54 тысячи человек, указывавших своё украинское происхождение, по этому показателю Чикаго был вторым городом в стране после Нью-Йорка, и одним из крупнейших районов Чикаго по числу жителей украинского происхождения была Украинская деревня.
В 1983 году мэр Чикаго Дж. Берн ввела понятие официального района (neighborhood), и первым таким районом стала Украинская деревня.
В декабре 2002 года Украинская деревня была объявлена районом-достопримечательностью Чикаго, а в 2005 и 2007 годах формальные границы района были расширены.
Район считается в каком-то смысле кинематографической достопримечательностью, и не только из-за исторических зданий: здесь проходили съёмки известного в СНГ фильма «Брат 2».

## История
Появлению Украинской деревни поспособствовала эмиграция украинцев в США в течение нескольких периодов XIX и XX веков, среди которых можно выделить четыре волны иммиграции украинцев:
Первая волна украинской эмиграции в США началась в 1870-х годах. Её основу составляли выходцы из Закарпатья, Галиции и Буковины. Эта волна имела массовый характер с 1890-х годов и до начала Первой мировой войны.
Также была вторая волна в межвоенное время 1920—1939 гг. и третья после окончания Второй мировой войны, также преимущественно из Западной Украны: Галиция, Буковина, Закарпатье.
Четвёртая волна началась в начале 1990-х годов, после распада СССР.
Последние две волны — интеллигенция: врачи, юристы, специалисты высокого класса.

## Организации украинской диаспоры

### Культурные, общественные и гражданские
В Украинской Деревне выпускается множество газет и журналов на русском и украинском языках. Например, «Вече», еженедельник «Мост», «Новый Мир», «Обзор», «Украинское слово», «Суббота Плюс», «Молодёжный перекрёсток», «Церковный Вестник», «7 дней», «Время и события». Здесь находятся несколько детских садов «Улыбка», «Бабочка», «Умка», сады, которые ориентированы на сохранение русского и украинского языков, а также обучение польскому и другим иностранным языкам. В Чикаго есть украинское телевидение.
Здесь функционируют три украинские церкви, два банка, Украинский национальный музей, Украинский институт современного искусства, украинские молодежные организации, продуктовые магазины, медицинские центры, адвокатские конторы, школы и компании по отправке грузов и посылок за границу.

### Религиозные
Из религиозных учреждений можно выделить:
- грекокатолический собор св. Николая (Чикагская епархия УГКЦ), который построен в 1915 году.
- православная церковь св. Владимира
- грекокатолическая церковь св. Владимира и Ольги (Чикагская епархия УГКЦ).

Всего, согласно статистике, в Иллинойсе проживает около 200 тысяч этнических украинцев. Благодаря своему архитектурному достоянию, Украинская деревня стала чикагской исторической достопримечательностью.

## Галерея

Фотографии Украинской деревни
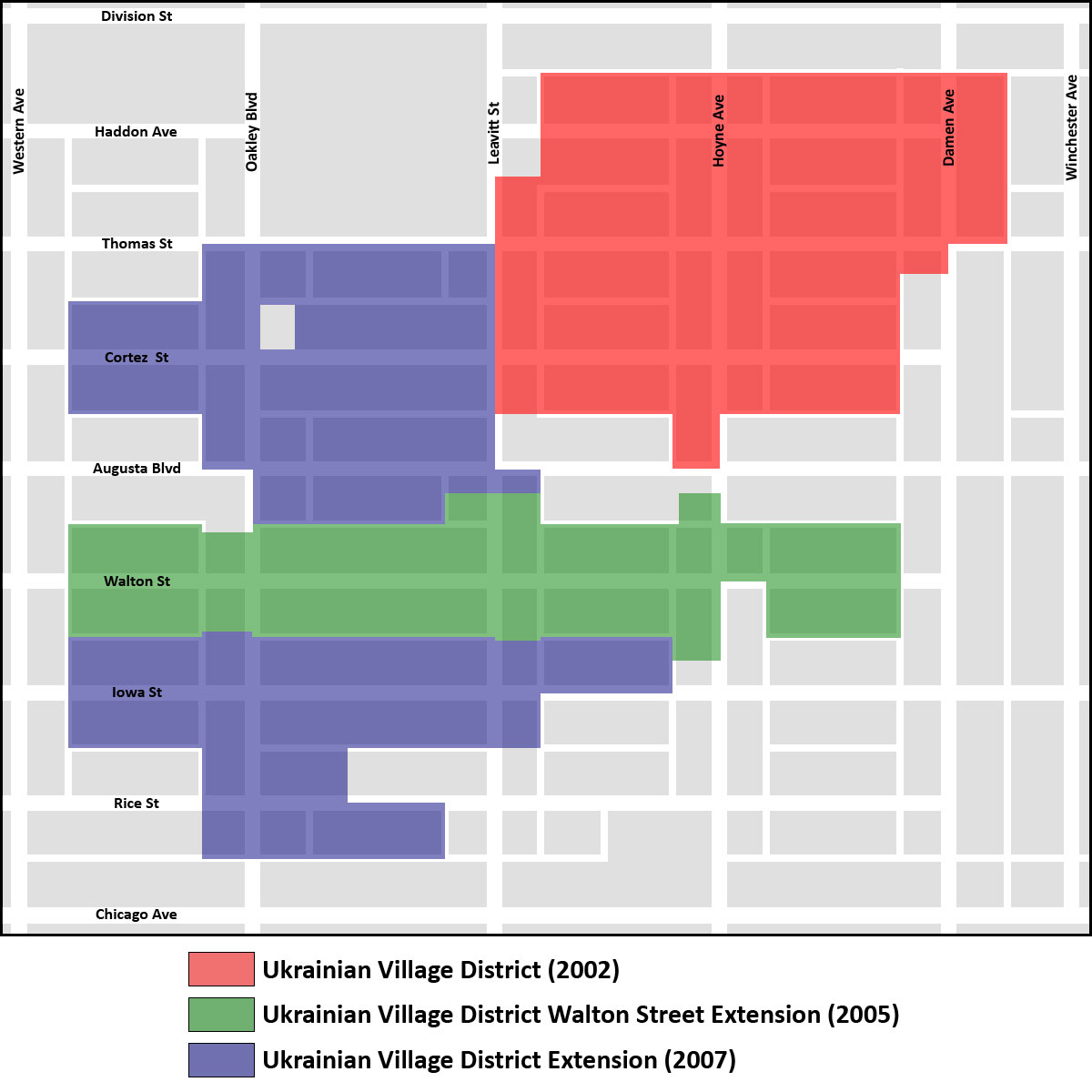
Карта района
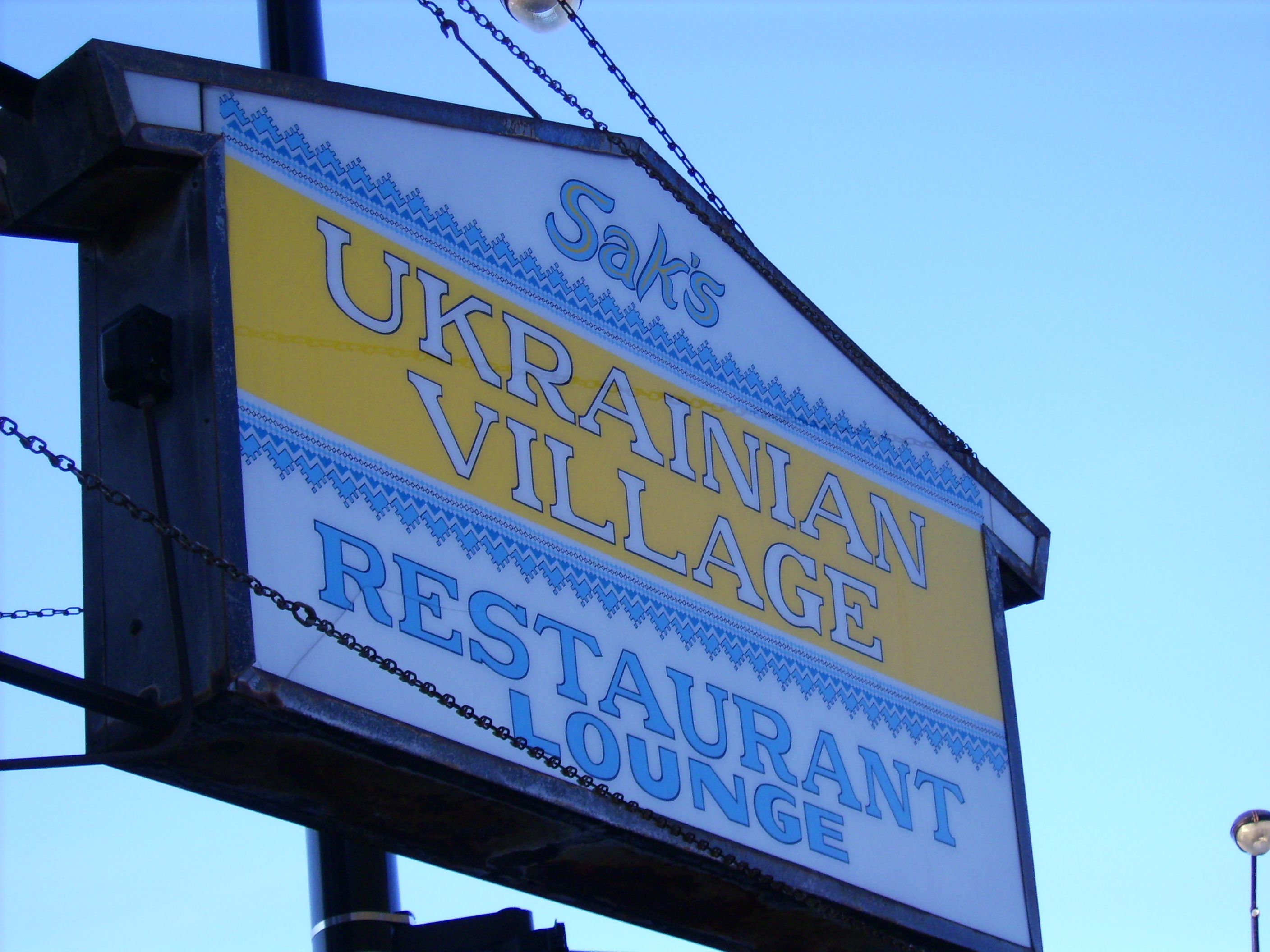
Ресторан в Украинской деревне
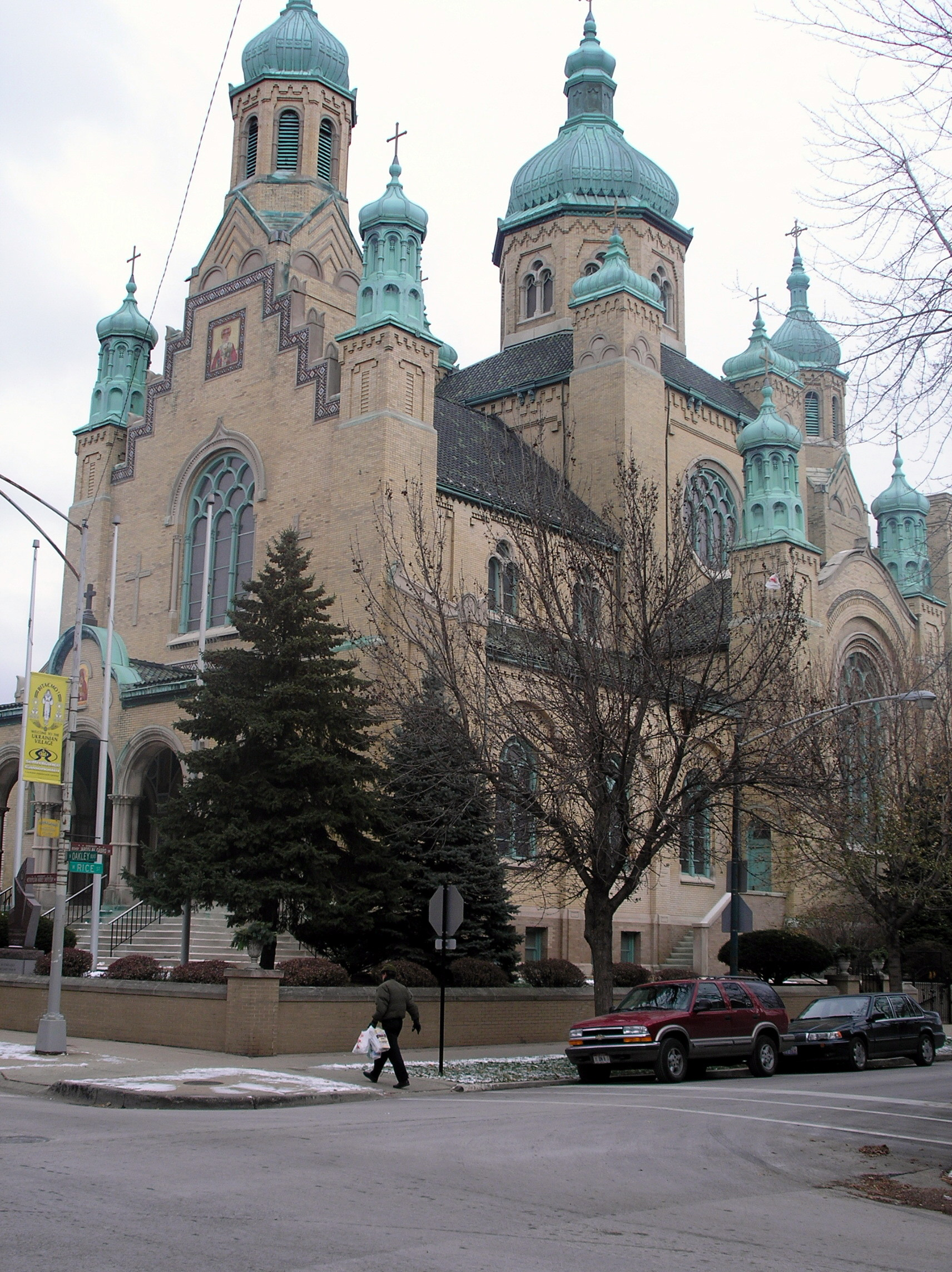
Украинская греко-католическая церковь Святых Николая и Ольги
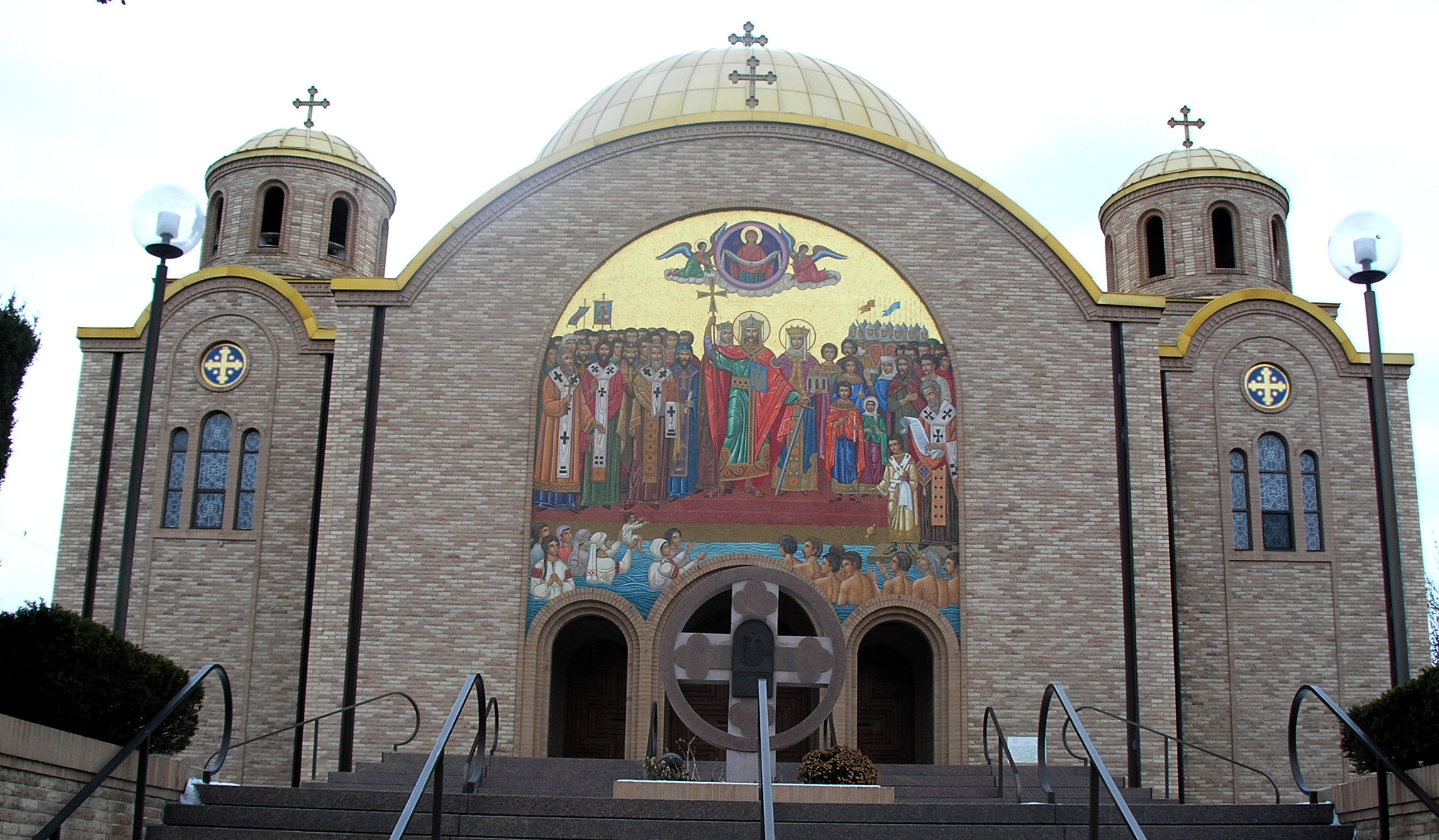
Украинская греко-католическая церковь Святого Владимира
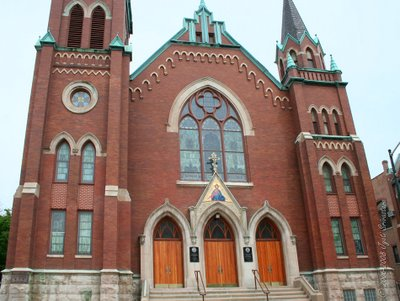
Православная церковь Св. Владимира
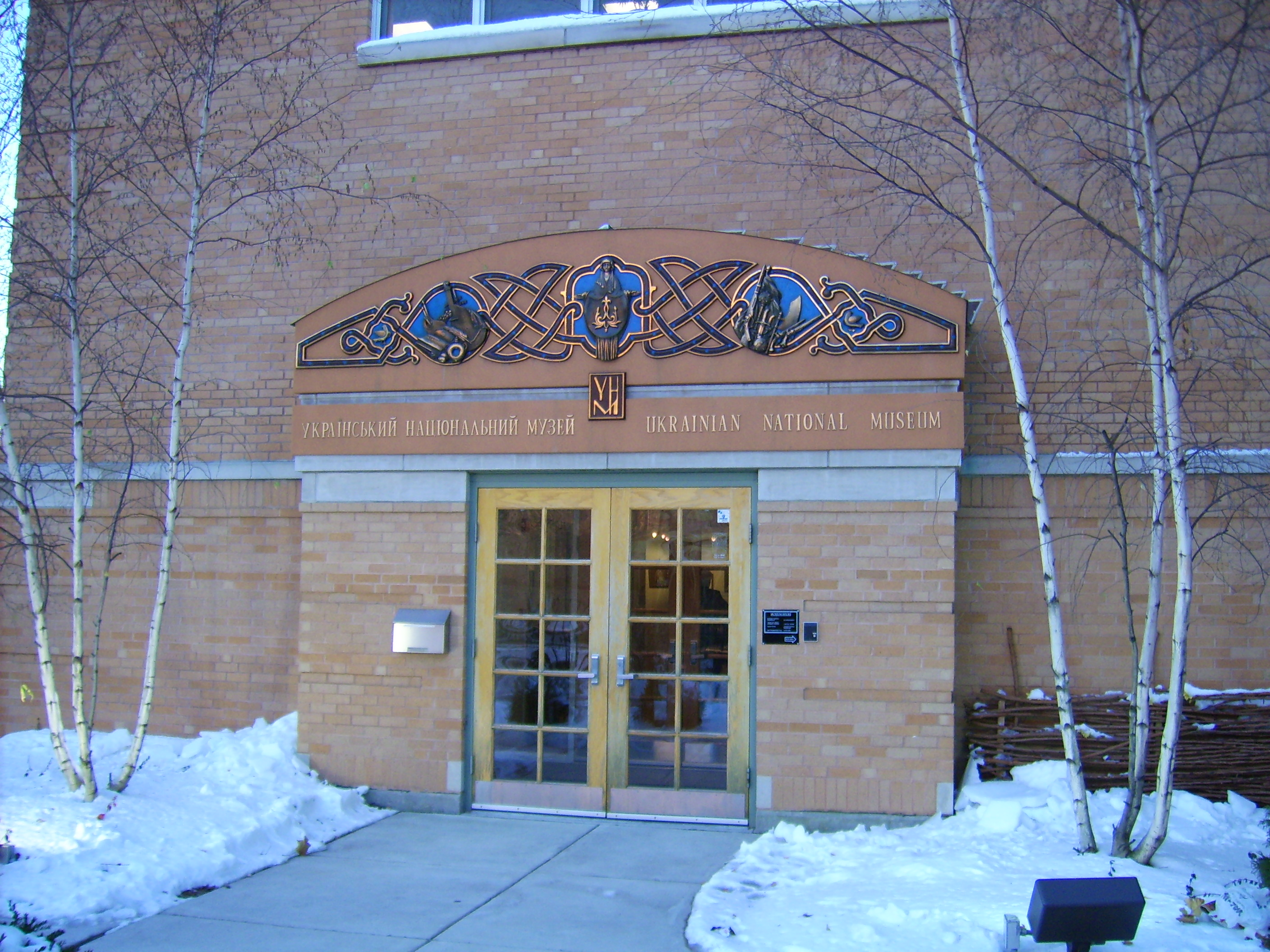
Украинский национальный музей
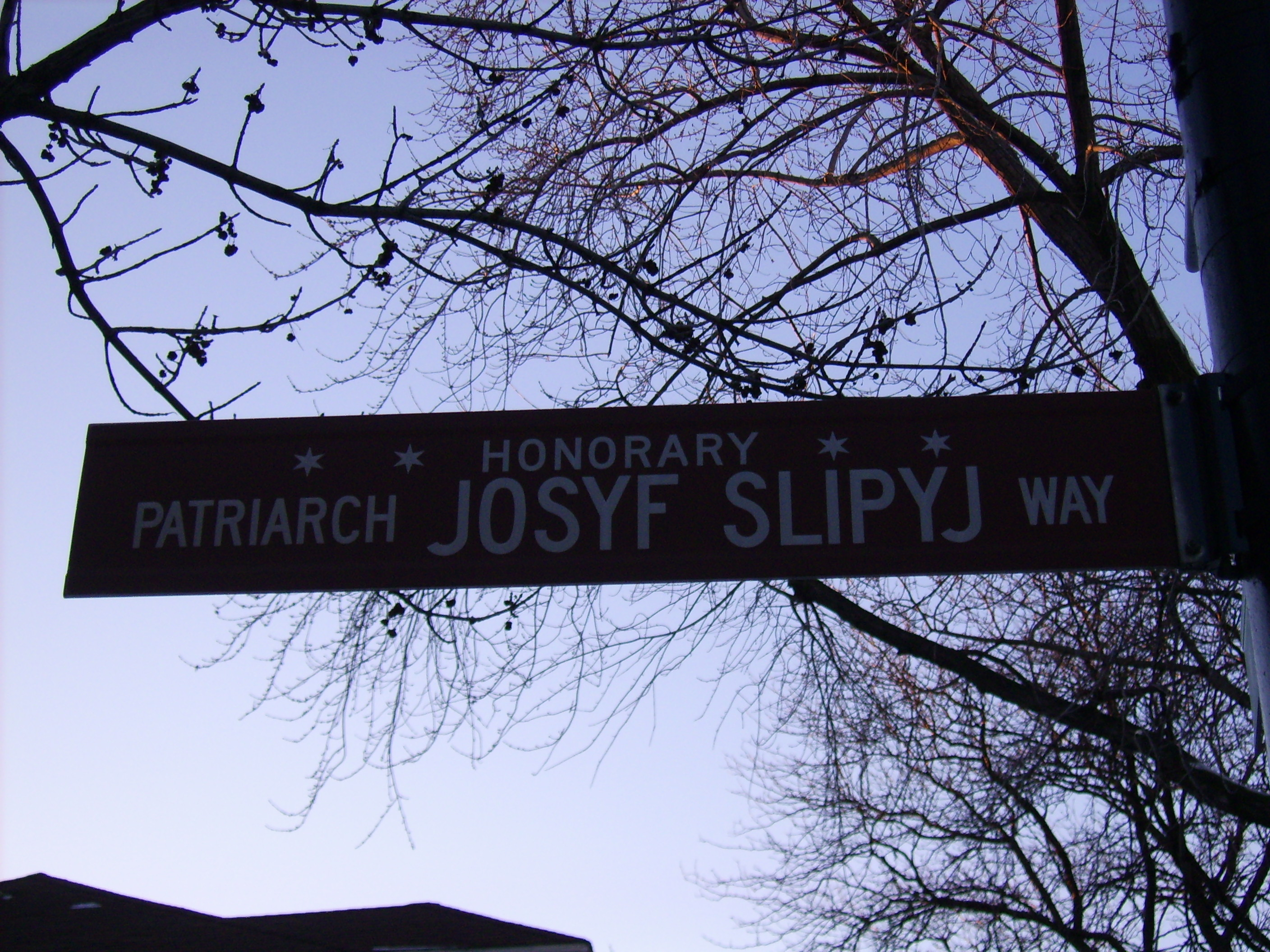
Улица в честь украинского грекокатолического священника Иосифа Слепого
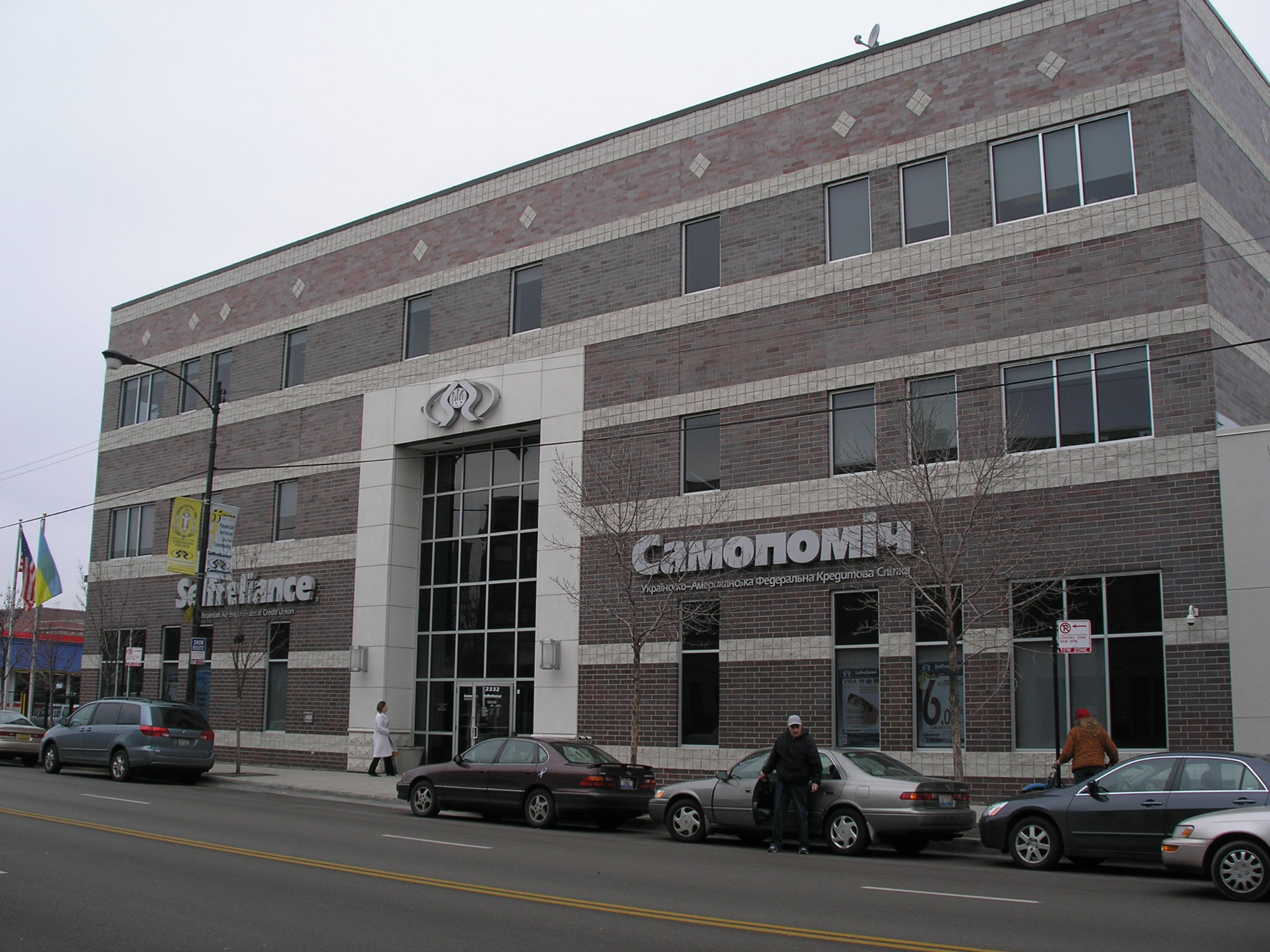
Финансовая организация "Самопоміч"